# Rua Capitão Manuel Novais
A rua Capitão Manuel Novais é um logradouro localizado no bairro de Santana, na zona norte da cidade de São Paulo. Localiza-se próximo às seguintes vias: Avenida Brás Leme, Rua Alfredo Pujol e Rua Doutor César.
A rua possui restaurantes de culinária japonesa, italiana e argentina, além de pizzaria, rotisseria, oficina mecânica e tem grande fluxo de trânsito.
É também conhecida como "Rua da feira" ou RDF, por sua antiga feira que ocorre todas as quartas-feiras, desde a década de 1950.
O nome oficial da rua é uma homenagem ao capitão Manuel de Freitas Novais Neto.

## Diversos
Em um concurso para escolher qual o melhor pastel de feira da cidade de São Paulo de 2009, com o patrocínio da prefeitura da cidade, barraca, que nos dias de feira, fica no início da Rua Capitão Manuel Novais, na esquina com a Rua Doutor César foi eleita entre 731 barracas, como sendo o melhor pastel de feira da cidade.
A quinta melhor barraca de pastel da cidade também fica na Rua Capitão Manuel Novais.
Em concurso realizado pela Prefeitura de São Paulo no ano de 2010, barraca, foi eleita como o melhor pastel da Zona Norte, e ficou também com o segundo melhor pastel de feira de São Paulo.
E novamente a barraca vencedora é da Dona Maria, eleito pelos jurados como o melhor pastel de carne da cidade de São Paulo em 2011.

## Fotos
|                                                  |                                                        |  |  |  |  |  |
|                                                  |                                                        |  |  |  |  |  |
| Início da RDF, esquina com R. Dr. César, Santana | Final da rua, em uma quarta-feira, dia da famosa feira |  |  |  |  |  |